# Stefan Bärlin
Stefan Arne Bärlin (* 31. Mai 1976 in Katrineholm) ist ein schwedischer Fußballspieler. Der Mittelfeldspieler und Stürmer, der mit Djurgårdens IF 2002 schwedischer Landesmeister wurde, spielte im Laufe seiner bisherigen Karriere in Schweden und Norwegen. 2010 und 2011 war er als spielender Trainerassistent beim Västerås SK tätig.

## Werdegang
Bärlin entstammt der Jugend des Katrineholms SK. Als Jugendspieler wechselte er zum Västerås SK, für den er 1994 in der Wettkampfmannschaft debütierte. Bei der seinerzeit in der zweiten Liga spielenden Mannschaft entwickelte er sich zum Stammspieler und stieg mit ihr am Ende der Spielzeit 1996 in die Allsvenskan auf. In der anschließenden Erstliga-Spielzeit avancierte er zum Juniorennationalspieler in der schwedischen U-21-Auswahlmannschaft. Mit dem Klub spielte er währenddessen gegen den direkten Wiederabstieg. Zum Saisonende belegte die Mannschaft den drittletzten Tabellenrang und trat anschließend in den Relegationsspielen gegen den Göteborger Klub BK Häcken an. Nach einem 1:1-Unentschieden und einer 2:4-Niederlage stieg sie wieder ab, Bärlin hatte sich jedoch in der Allsvenskan bewiesen.
Bärlin wechselte nach Göteborg und schloss sich dem IFK Göteborg an. Zunächst war er an der Seite von Magnus Erlingmark, Håkan Mild, Mikael Nilsson und Bengt Andersson Stammkraft bei seinem neuen Klub. Im Verlauf der Spielzeit 1999 verlor er unter dem neuen Trainer Stefan Lundin jedoch seinen Stammplatz und saß vermehrt auf der Ersatzbank. Unzufrieden mit der Rolle als Ergänzungsspieler kehrte er dem Klub nach zwei Spielzeiten den Rücken und wechselte zum Zweitligisten Djurgårdens IF, wo er eine bessere Perspektive sah. Als Meister der Zweitliga-Spielzeit 2000 stieg er mit dem Verein direkt in die Allsvenskan auf. Unter Leitung des Trainerduos Zoran Lukić und Sören Åkeby etablierte sich die Mannschaft um Stefan Rehn, Louay Chanko, Jones Kusi-Asare und Babis Stefanidis direkt in der Ligaspitze. Nach der Vize-Meisterschaft als Aufsteiger hinter dem Lokalrivalen Hammarby IF im ersten Jahr gewann sie in der anschließenden Spielzeit 2002 den Meistertitel. Jedoch hatte Bärlin nur mit 16 Ligaspielen Anteil am Titelgewinn, beim Pokalfinale nach Saisonende gehörte er nicht zum Kader.
Im Dezember 2002 fixierte Bärlin seine Rückkehr zum Västerås SK ab der Zweitliga-Spielzeit 2003 und unterzeichnete einen Drei-Jahres-Kontrakt. Mit 13 Saisontoren war er einer der Garanten für den Klassenerhalt des Klubs. In seiner zweiten Spielzeit steigerte er an der Seite von Patric Feltendahl, David Curtolo und Joonas Botold seine Torgefahr. Mit deutlichem Abstand vor Dioh Williams von BK Häcken krönte er sich mit 23 Saisontoren zum Torschützenkönig der zweithöchsten schwedischen Spielklasse. Zudem war er bei acht Toren Vorbereiter, mit 31 Torbeteiligungen war er auch hier Ligabester. In der Folge verließ er den Klub nach zwei Spielzeiten und schloss sich dem norwegischen Klub IK Start in der Tippeligaen an, bei dem er einen für drei Spielzeiten gültigen Vertrag unterzeichnete. Beim Erstliga-Aufsteiger schwankte er zunächst zwischen Ersatzbank und Startelf, ehe er sich in der Anfangsformation etablierte. Zur Vize-Meisterschaft hinter Serienmeister Rosenborg BK trug er insgesamt sieben Saisontore bei. Nach dem Trainerwechsel zu Stig Inge Bjørnebye 2006 kam er in den folgenden Spielzeiten kaum über den Status eines Ergänzungsspielers hinaus. Im Sommer 2007 wechselte er daher innerhalb der Liga zu Odd Grenland. Zwar erzielte er für seinen neuen Klub bis zum Saisonende sieben Tore, dennoch reichte es nur zum Belegen des Relegationsplatzes. In den Relegationsspielen scheiterte er mit dem Klub nach zwei Niederlagen am FK Bodø/Glimt und trat mit ihm in der Adeccoligaen an.
Im Sommer 2008 kehrte Bärlin nach Schweden zum Västerås SK zurück. Mit dem Drittligisten trat er in der Division 1 an. Nach Ende der Spielzeit 2009 rückte er beim Verein als Assistenztrainer des vormaligen Jugendtrainers Kalle Granath auf. Parallel stand er weiter auf dem Spielfeld und schaffte mit der Mannschaft Ende 2010 die Rückkehr in die Superettan. Nach dem direkten Wiederabstieg leitete Bärlin zunächst die Marketingabteilung des VSK, um im Februar 2012 dann ins Marketing der Konkurrenten vom IK Sirius in Uppsala zu wechseln. Dort, so Bärlin, der in Stockholm lebt, könne er näher bei seiner Familie sein.

## Spielweise
Stefan Bärlin spielte im Laufe seiner Karriere hauptsächlich im zentralen oder halblinken offensiven Mittelfeld, wurde aber auch im Sturm eingesetzt. Er galt als laufstarker "Mittelfeldmotor", der eine hohe Torgefährlichkeit ausstrahlte.

## Erfolge
- Schwedischer Meister: 2002
- Torschützenkönig der Superettan: 2004 (mit 23 Toren)